# Mitch Pileggi
Mitchell Craig Pileggi (Portland, 5 aprile 1952) è un attore statunitense, noto principalmente per l'interpretazione di Walter Skinner nella serie televisiva X-Files.

## Biografia
Pileggi è nato a Portland da una famiglia il cui nonno paterno era di origini calabresi. Ha iniziato la sua carriera interpretando vari ruoli in B-movie, ma divenne conosciuto al grande pubblico interpretando il ruolo di Walter Skinner, vicedirettore dell'FBI nella serie televisiva X-Files. Il suo personaggio crebbe via via di importanza con il passare delle stagioni del telefilm, fino a diventare quello più importante dopo i due protagonisti, Fox Mulder e Dana Scully. Successivamente ha preso parte come guest star in diverse serie televisive come Dallas, Walker Texas Ranger e China Beach.
Nel 1989 interpreta il ruolo del serial killer Horace Pinker nel film Sotto shock di Wes Craven, che racconta la storia di un assassino che sopravvive alle scariche della sedia elettrica e del giovane Jonathan Parker (Peter Berg), che cerca in ogni modo di fermare gli omicidi compiuti dal folle passando "attraverso l'etere".
Dal 2004 al 2008 ha doppiato il commissario James Gordon nella serie animata The Batman. Ha interpretato, nella serie di fantascienza Stargate Atlantis, il Colonnello Steven Caldwell dal 2005 al 2009. Nel 2011 entra nel cast del sequel della serie cult Dallas, tornata sugli schermi con l'omonimo titolo trasmessa da TNT dal 2012 al 2014.

## Vita privata
Dal 1978 al 1984 è stato sposato con Debbie Andrews.
Sul set di X-Files, ha conosciuto Arlene Warren e i due si sono sposati nel dicembre del 1996. La coppia ha una figlia, Sawyer (1998).

## Filmografia parziale

### Attore

#### Cinema
- Mongrel, regia di Robert A. Burns (1982)
- Oltre il confine (On the Line), regia di José Luis Borau (1984)
- L'ora della rivincita (Three O'Clock High), regia di Phil Joanou (1987)
- Il giustiziere della notte 4 (Death Wish 4: The Crackdown), regia di J. Lee Thompson (1987)
- Il ritorno dei morti viventi 2 (Return of the Living Dead Part II), regia di Ken Wiederhorn (1987)
- Fratelli di sangue (Brothers in Arms), regia di George Bloom (1988)
- L'Union sacrée, regia di Alexandre Arcady (1989)
- Sotto shock (Shocker), regia di Wes Craven (1989)
- Verdetto: colpevole (Guilty as Charged), regia di Sam Irvin (1991)
- Basic Instinct, regia di Paul Verhoeven (1992)
- Trouble Shooters: Trapped Beneath the Earth, regia di Bradford May (1993)
- Dangerous Touch, regia di Lou Diamond Phillips (1994)
- It's Pat, regia di Adam Bernstein (1994)
- Vampiro a Brooklyn (Vampire in Brooklyn), regia di Wes Craven (1995)
- X-Files - Il film (The X-Files: Fight the Future), regia di Rob Bowman (1998)
- Gun Shy - Un revolver in analisi (Gun Shy), regia di Eric Blakeney (2000)
- X-Files - Voglio crederci (The X-Files: I want to believe), regia di Chris Carter (2008)
- Flash of Genius, regia di Marc Abraham (2008)
- Whoodshop, regia di Peter Coggan (2010)
- Transformers - L'ultimo cavaliere (Transformers: The Last Knight), regia di Michael Bay (2017)
- American Traitor: The Trial of Axis Sally, regia di Michael Polish (2021)

#### Televisione
- Cielo senza limiti (The Sky's no limit), regia di David Lowell Rich – film TV (1984)
- A-Team (The A-Team) - serie TV, 1 episodio (1985)
- Dalton: Code of Vengeance II, regia di Alan Smithee – film TV (1986)
- U.S. Marshals: Waco & Rhinehart, regia di Christian I. Nyby II – film TV (1987)
- Three on a Match, regia di Donald P. Bellisario – film TV (1987)
- Hooperman – serie TV, 1 episodio (1987)
- Ohara – serie TV, 1 episodio (1987)
- Alien Nation – serie TV, 1 episodio (1989)
- Falcon Crest – serie TV, 3 episodi (1987-1989)
- China Beach – serie TV, 1 episodio (1989)
- Mancuso, FBI – serie TV, 1 episodio (1990)
- Hunter – serie TV, 1 episodio (1990)
- Dallas – serie TV, 3 episodi (1990)
- Doctor Doctor – serie TV, 1 episodio (1990)
- Delitti in forma di stella (Night Visions), regia di Wes Craven – film TV (1990)
- Paradise – serie TV, 1 episodio (1991)
- The Antagonists – serie TV, 1 episodio (1991)
- Indagine ad alta velocità (Knight Rider 2000), regia di Alan J. Levi – film TV (1991)
- Drexell's Class – serie TV, 1 episodio (1991)
- Get a Life – serie TV, 1 episodio (1992)
- Roc – serie TV, 1 episodio (1992)
- X-Files (The X-Files) – serie TV, 91 episodi (1993-2018)
- Sorveglianza ravvicinata (Pointman), regia di Robert Ellis Miller – film TV (1994)
- Pointman – serie TV, 1 episodio (1995)
- Models Inc. – serie TV, 1 episodio (1995)
- Ravenhawk (Raven Hawk), regia di Albert Pyun – film TV (1996)
- Players – serie TV, 1 episodio (1997)
- Walker Texas Ranger – serie TV, 1 episodio (1998)
- Marabunta - Minaccia alla Terra (Legion of Fire: Killer Ants!), regia di Jim Charleston e George Manasse – film TV (1998)
- That '70s Show – serie TV, 1 episodio (1999)
- E.R. - Medici in prima linea (ER) – serie TV, 1 episodio (2000)
- The Lone Gunmen – serie TV, 1 episodio (2001)
- In Search of – serie TV (2002)
- Birds of Prey – serie TV, 1 episodio (2002)
- Caccia al killer (1st to Die), regia di Russel Mulcahy – film TV (2003)
- Tarzan – serie TV (2003)
- The Mountain – serie TV (2004-2005)
- Law & Order - Unità vittime speciali (Law & Order: Special Victims Unit) – serie TV, 2 episodi (2003-2005)
- Eyes – serie TV, 1 episodio (2005)
- West Wing - Tutti gli uomini del Presidente (The West Wing) – serie TV, 1 episodio (2005)
- Nip/Tuck – serie TV, 1 episodio (2005)
- CSI - Scena del crimine (CSI: Crime Scene Investigation) – serie TV, 1 episodio (2006)
- Cold Case - Delitti irrisolti (Cold Case) – serie TV, episodio 4x19 (2007)
- Stargate Atlantis – serie TV (2005-2009)
- Day Break – serie TV (2006-2007)
- Grey's Anatomy – serie TV (2007-2010)
- Brothers & Sisters - Segreti di famiglia (Brothers & Sisters) – serie TV (2008)
- Criminal Minds – serie TV, 1 episodio (2008)
- Recount, regia di Jay Roach – film TV (2008)
- Sons of Anarchy – serie TV (2008-2011)
- Supernatural – serie TV (2008-2011)
- In Plain Sight - Protezione testimoni (In Plain Sight) – serie TV (2009)
- Medium – serie TV (2009-2010)
- Human Target – serie TV (2010)
- Castle - Detective tra le righe (Castle) – serie TV (2010)
- Dallas – serie TV (2012-2014)
- NCIS - Unità anticrimine (NCIS) – serie TV, episodi 16x11-16x22 (2019)
- Supergirl – serie TV (2019)
- American Horror Story - serie TV (2019)
- Helstrom – serie TV (2020)
- Walker – serie TV, 56 episodi (2021-2023)

### Doppiatore
- The Batman - serie TV (2005-2006)

## Doppiatori italiani
Nelle versioni in italiano delle opere in cui ha recitato, Mitch Pileggi è stato doppiato da:
- Franco Zucca in X-Files (ep. 2x25, st. 3-10), X-Files - Il film, E.R - Medici in prima linea, West Wing - Tutti gli uomini del Presidente, Grey's Anatomy (st. 6, 8), X-Files - Voglio crederci, American Horror Story: 1984
- Stefano De Sando in Tarzan, Law & Order - Unità vittime speciali (ep. 6x16), Boston legal, NCIS - Unità anticrimine
- Paolo Marchese in Leverage - Consulenze illegali, Medium, Polaroid
- Saverio Moriones in Birds of Prey, The Mountain, Stargate Atlantis
- Emilio Cappuccio in X-Files (ep. 1x21, 2x01-22), Reaper - In missione per il diavolo
- Angelo Nicotra in Sotto shock, Recount
- Ennio Coltorti in Marabunta - Minaccia alla Terra, Supernatural
- Gerolamo Alchieri in Brothers & Sisters - Segreti di famiglia, Castle
- Paolo Buglioni in Basic instinct, Grey's Anatomy (ep. 3x21)
- Paolo Maria Scalondro in Indagine ad alta velocità, Supergirl
- Carlo Valli in Dallas, Blue Bloods
- Claudio Fattoretto in L'ora della rivincita
- Luca Biagini in Walker Texas Ranger
- Ambrogio Colombo in Law & Order - Unità vittime speciali (ep. 5x04)
- Diego Reggente in CSI - Scena del crimine
- Michele Gammino in Human Target
- Riccardo Lombardo in Nip/Tuck
- Saverio Indrio in Cold Case - Delitti irrisolti
- Claudio Capone in Caccia al killer
- Luciano Roffi in Criminal Minds
- Michele Kalamera in In Plain Sight - Protezione testimoni
- Enzo Avolio in Sons of Anarchy
- Rodolfo Bianchi in Flash of Genius
- Sergio Di Stefano in Gun Shy - Un revolver in analisi
- Stefano Alessandroni in Transformers - L'ultimo cavaliere
- Gianluca Machelli ne Il risolutore
- Gianni Giuliano in X-Files (st. 11)
- Pasquale Anselmo in Walker
- Massimo Corvo in Helstrom
- Gianni Gaude in The Rookie
- Massimo Bitossi in Basic instinct (ridoppiaggio)

Nei prodotti a cui partecipa nelle vesti di doppiatore, in italiano è stato sostituito da:
- Franco Zucca in The X-Files: The Game
- Enrico Bertorelli in The Batman